# Karstarma jacobsoni
Karstarma jacobsoni is een krabbensoort uit de familie van de Sesarmidae. De wetenschappelijke naam van de soort is voor het eerst geldig gepubliceerd in 1912 door Ihle.